# Characoma phaeoleuca
Characoma phaeoleuca är en fjärilsart som beskrevs av George Francis Hampson 1912. Characoma phaeoleuca ingår i släktet Characoma och familjen trågspinnare. Inga underarter finns listade i Catalogue of Life.